# Atys castus
Atys castus är en snäckart som beskrevs av Carpenter 1864. Atys castus ingår i släktet Atys och familjen Haminoeidae. Inga underarter finns listade i Catalogue of Life.